# Étaule
Étaule é uma comuna francesa na região administrativa de Borgonha-Franco-Condado, no departamento de Yonne. Estende-se por uma área de 8,93 km². Em 2010 a comuna tinha 390 habitantes (densidade: 43,7 hab./km²).